# Tony Cascarino
Anthony Guy Cascarino, más conocido como Tony Cascarino (St Paul's Cray, Kent, Inglaterra, 1 de septiembre de 1962), es un exfutbolista internacional irlandés. Desarrolló su carrera futbolística en Inglaterra y Francia. Jugaba de delantero y formó parte de la grandiosa selección de irlanda de finales de los 80s e inicios de los 90s. Disputó dos Mundiales con Irlanda.
Desde que se retiró del fútbol en activo en el año 2000, Cascarino ha sido presentador de la radio TalkSPORT y columnista de The Times y de la revista musical irlandesa Hot Press.

## Trayectoria
Cascarino comenzó su carrera en el Gillingham FC en 1981, procedente del Crockenhill FC en un traspaso libre a cambio de chándals y hierro corrugado. Tras seis años en el Gillingham y más de doscientos partidos jugados con los gills, Cascarino se marchó traspasado al Millwall FC, equipo del que Cascarino era seguidor en su infancia. El Millwall tuvo la oportunidad de ficharle cuando era juvenil, pero al no hacerlo tuvo que contratarlo a los gills previo pago de 225.000 libras. En los lions (leones, el apodo del Millwall) permaneció tres temporadas.
El Aston Villa fichó a Cascarino en la temporada 1990-91, donde disputó 46 encuentros y anotó 11 goles. Posteriormente jugó en las filas del Celtic de Glasgow y el Chelsea, sin demasiado éxito pese a jugar regularmente. En 1994, tras el Mundial de Estados Unidos, Cascarino abandonó Stamford Bridge para embarcarse en una nueva etapa del futbolista irlandés en Francia para jugar en el Olympique de Marsella y el AS Nancy, equipos en los que sí consiguió el éxito. En el equipo marsellés jugó 84 partidos y marcó 61 goles. Mientras, en el club de Nancy jugó 109 encuentros y anotó 44 tantos.
Cascarino finalizó su carrera en el modesto Red Star 93 francés, donde sólo jugó dos partidos.

## Selección nacional
Cascarino, nació en Inglaterra, representó a la República de Irlanda por sus antecedentes irlandeses de su abuelo.
Hizo su debut internacional contra Suiza en septiembre de 1985, durante la desafortunada campaña de clasificación de Irlanda para la Copa del Mundo de 1986. Cascarino continuaría participando con Irlanda en tres torneos importantes: la Eurocopa 1988, la Copa del Mundo de 1990 y la Copa del Mundo de 1994.
Su último partido internacional fue contra Turquía a fines de 1999, cuando Irlanda no logró clasificarse a la Eurocopa 2000. Se peleó con un defensa turco y dejó el campo mostrando las cicatrices de la batalla. Esto marcó el final de una carrera internacional que había abarcado 14 años al más alto nivel.

### Controversia sobre la ciudadanía irlandesa
En octubre de 2000, Cascarino fue el tema de los titulares de los periódicos nacionales cuando se publicaron extractos de su próxima autobiografía en el Sunday Mirror. En él, reveló que su madre le dijo en 1996 que ella era adoptada y, por lo tanto, no era pariente consanguínea de su abuelo irlandés. Cascarino dijo en su autobiografía: "No clasifiqué para Irlanda. Fui un fraude. Un falso irlandés". El director ejecutivo de la FAI, Bernard O'Byrne, declaró que estaba conmocionado por el anuncio y el exentrenador de Cascarino, Jack Charlton, cuestionó por qué presentó la información. Cascarino reveló que su compañero de selección, Andy Townsend, le había aconsejado que guardara silencio sobre la situación.
Cuatro días después de la exclusiva del periódico, en noviembre de 2000, la Asociación de Fútbol de Irlanda emitió un breve comunicado: "La FAI está convencida de que Tony Cascarino siempre fue elegible para convertirse en ciudadano de la República de Irlanda y, por lo tanto, siempre fue elegible para jugar" para Irlanda". The Irish Independent informó que a Cascarino se le otorgó un 'pasaporte de validez restringida' en 1985 y que el nombre de su madre, Theresa O'Malley, de hecho se ingresó en el Registro de Nacimientos Extranjeros en el Departamento de Relaciones Exteriores. antes del debut internacional de Cascarino para la República de Irlanda.

### Participaciones en Copas del Mundo
| Mundial                  | Sede                     | Resultado                | Partidos | Goles |
| ------------------------ | ------------------------ | ------------------------ | -------- | ----- |
| Copa Mundial 1990        | Italia                   | Cuartos de final         | 5        | 0     |
| Copa Mundial 1994        | Estados Unidos           | Primera fase             | 1        | 0     |
| Total en Copas del Mundo | Total en Copas del Mundo | Total en Copas del Mundo | 6        | 0     |

### Participaciones en Eurocopas
| Mundial       | Sede     | Resultado    | Partidos | Goles |
| ------------- | -------- | ------------ | -------- | ----- |
| Eurocopa 1988 | Alemania | Primera fase | 2        | 0     |

## Autobiografía
Cascarino produjo una autobiografía, que recibió una gran acogida entre la crítica.
El libro recoge su amor por el juego, especialmente el póker; y las infidelidades, como dejar a su mujer Sarah y sus dos hijos, Michael y Teddy (en honor a su excompañero en Millwall Teddy Sheringham), en lo que el futbolista resume: "estaba tan envuelto en mi nueva celebridad que me volví inmune al sufrimiento que estaba causando".
También reconoció que, durante su etapa en Marsella, él y muchos otros compañeros recibieron sustancias desconocidas por parte del médico personal del presidente Bernard Tapie. El fisioterapeuta de aquel momento insistió en que la sustancia era legal y proporcionaría un "impulso de adrenalina". Cascarino afirma que la mayoría de los jugadores aceptaron esas inyecciones y que "definitivamente había una diferencia: me sentía más energético, hambriento de pelota".

## Estadísticas

### Clubes
| Club                     | Div.          | Temporada     | Liga  | Liga  | Copa  | Copa  | Internacional | Internacional | Total | Total | Prom. |
| Club                     | Div.          | Temporada     | Part. | Goles | Part. | Goles | Part.         | Goles         | Part. | Goles | Prom. |
| ------------------------ | ------------- | ------------- | ----- | ----- | ----- | ----- | ------------- | ------------- | ----- | ----- | ----- |
| Gillingham FC Inglaterra |               |               |       |       |       |       |               |               |       |       |       |
| 3.ª                      | 1981-82       | 24            | 5     | —     | —     | —     | —             | 24            | 5     | 0,21  |       |
| 3.ª                      | 1982-83       | 38            | 15    | —     | —     | —     | —             | 38            | 15    | 0,39  |       |
| 3.ª                      | 1983-84       | 37            | 12    | —     | —     | —     | —             | 37            | 12    | 0,32  |       |
| 3.ª                      | 1984-85       | 43            | 16    | —     | —     | —     | —             | 43            | 16    | 0,37  |       |
| 3.ª                      | 1985-86       | 34            | 14    | —     | —     | —     | —             | 34            | 14    | 0,41  |       |
| 3.ª                      | 1986-87       | 43            | 16    | —     | —     | —     | —             | 43            | 16    | 0,37  |       |
| Total club               | Total club    | 219           | 78    | 0     | 0     | 0     | 0             | 219           | 78    | 0,36  |       |
| Millwall FC Inglaterra   | 2.ª           | 1987-88       | 39    | 20    | 7     | 3     | —             | —             | 46    | 23    | 0,50  |
| Millwall FC Inglaterra   | 1.ª           | 1988-89       | 38    | 13    | 7     | 2     | —             | —             | 45    | 15    | 0,33  |
| Millwall FC Inglaterra   | 1.ª           | 1989-90       | 28    | 9     | 9     | 2     | —             | —             | 37    | 11    | 0,30  |
| Millwall FC Inglaterra   | Total club    | Total club    | 105   | 42    | 23    | 7     | 0             | 0             | 128   | 49    | 0,38  |
| Aston Villa Inglaterra   | 1.ª           | 1989-90       | 10    | 2     | —     | —     | —             | —             | 10    | 2     | 0,20  |
| Aston Villa Inglaterra   | 1.ª           | 1990-91       | 36    | 9     | —     | —     | —             | —             | 36    | 9     | 0,25  |
| Aston Villa Inglaterra   | Total club    | Total club    | 46    | 11    | 0     | 0     | 0             | 0             | 46    | 11    | 0,24  |
| Celtic FC Escocia        | 1.ª           | 1991-92       | 24    | 4     | —     | —     | —             | —             | 24    | 4     | 0,17  |
| Celtic FC Escocia        | Total club    | Total club    | 24    | 4     | 0     | 0     | 0             | 0             | 24    | 4     | 0,17  |
| Chelsea FC Inglaterra    | 1.ª           | 1991-92       | 11    | 2     | —     | —     | —             | —             | 11    | 2     | 0,18  |
| Chelsea FC Inglaterra    | 1.ª           | 1992-93       | 9     | 2     | —     | —     | —             | —             | 9     | 2     | 0,22  |
| Chelsea FC Inglaterra    | 1.ª           | 1993-94       | 20    | 4     | 1     | 0     | —             | —             | 21    | 4     | 0,19  |
| Chelsea FC Inglaterra    | Total club    | Total club    | 40    | 8     | 1     | 0     | 0             | 0             | 49    | 8     | 0,16  |
| Olympique de Marsella    | 2.ª           | 1994-95       | 38    | 32    | 7     | 3     | 4             | 2             | 49    | 37    | 0,76  |
| Olympique de Marsella    | 2.ª           | 1995-96       | 37    | 30    | 10    | 4     | —             | —             | 47    | 34    | 0,72  |
| Olympique de Marsella    | 1.ª           | 1996-97       | 9     | 0     | —     | —     | —             | —             | 9     | 0     | 0,00  |
| Olympique de Marsella    | Total club    | Total club    | 84    | 62    | 17    | 7     | 4             | 2             | 105   | 71    | 0,68  |
| AS Nancy                 | 1.ª           | 1996-97       | 12    | 6     | 1     | 0     | —             | —             | 13    | 6     | 0,46  |
| AS Nancy                 | 2.ª           | 1997-98       | 35    | 11    | 4     | 1     | —             | —             | 39    | 12    | 0,31  |
| AS Nancy                 | 1.ª           | 1998-99       | 32    | 12    | 3     | 0     | —             | —             | 35    | 12    | 0,34  |
| AS Nancy                 | 1.ª           | 1999-00       | 30    | 15    | 1     | 0     | —             | —             | 31    | 15    | 0,37  |
| AS Nancy                 | Total club    | Total club    | 109   | 44    | 9     | 1     | 0             | 0             | 118   | 45    | 0,38  |
| Red Star 93              | 4.ª           | 2000-01       | 2     | 0     | —     | —     | —             | —             | 2     | 0     | 0,00  |
| Red Star 93              | Total club    | Total club    | 2     | 0     | 0     | 0     | 0             | 0             | 2     | 0     | 0,00  |
| Total carrera            | Total carrera | Total carrera | 629   | 249   | 50    | 15    | 4             | 2             | 683   | 266   | 0,39  |